# Xerraire de Delessert
El xerraire de Delessert (Pterorhinus delesserti) és un ocell de la família dels leiotríquids (Leiothrichidae).

## Hàbitat i distribució
Viu a la vegetació secundària i boscos als turons del sud-oest de l'Índia als Ghats Occidentals des de Goa cap al sud fins Kerala i oest de Tamil Nadu 